# Josef Wunsch
Josef Wunsch (15. června 1958 – 17. listopadu 2021) byl český fotbalový útočník.

## Fotbalová kariéra
V československé lize hrál za RH Cheb a TJ Sklo Union Teplice. Nastoupil ve 23 ligových utkáních a dal 3 góly. Začínal v TJ Mariánské Lázně.

## Ligová bilance
| Ročník                                   | Zápasy | Góly | Minuty | Klub                  |
| ---------------------------------------- | ------ | ---- | ------ | --------------------- |
| Česká národní fotbalová liga 1978/79     | –      | –    | –      | RH Cheb               |
| 1. československá fotbalová liga 1979/80 | 15     | 3    | 1 095  | RH Cheb               |
| 1. československá fotbalová liga 1980/81 | 7      | 0    | 431    | RH Cheb               |
| Česká národní fotbalová liga 1981/82     | 30     | 13   | –      | TJ Sklo Union Teplice |
| Česká národní fotbalová liga 1982/83     | 16     | 0    | –      | TJ Sklo Union Teplice |
| 1. československá fotbalová liga 1983/84 | 1      | 0    | 84     | TJ Sklo Union Teplice |
| CELKEM 1. liga                           | 23     | 3    | 1 610  |                       |